# Pia Fink
Pour les articles homonymes, voir Fink.
Pia Fink, née le 10 juillet 1995 à Münsingen, est une fondeuse Allemande.

## Carrière
Membre du SV Bremelau, elle court ses premières compétitions internationales en 2013 et fréquente alors l'école de ski de Furtwangen. En 2014, pour ses premiers pas dans la Coupe OPA, elle se classe douzième à Oberwiesenthal. 
En 2017, passé au niveau espoir, elle monte sur le podium en Coupe OPA à quatre reprises cet hiver et signe trois top dix aux Championnats du monde des moins de 23 ans. Fink remporte aussi le skiathlon des Championnats d'Allemagne cette année.
Lors de l'hiver 2017-2018, elle fait ses débuts individuels en Coupe du monde à l'occasion du Tour de ski, qu'elle finit 26e, marquant donc ses premiers points pour le classement général. Juste après, elle prend la 19e place du dix kilomètres classique à Planica. Cette saison, elle se distingue encore aux  Championnats du monde des moins de 23 ans, avec deux quatrièmes places en dix kilomètres et skiathlon.
En début d'année 2019, elle signe plusieurs bons résultats comme sa 17e au Tour de ski,puis sa douzième place au dix kilomètres classique à Cogne. Peu après, elle dispute ses premiers championnats du monde à Seefeld, où elle finit quinzième sur le dix kilomètres classique au mieux.
Sur les Championnats du monde à Oberstdorf, son meilleur résultat individuel est 19e au skiathlon, tandis qu'elle est cinquième sur le relais. Elle finit sa saison sur une performance, terminant septième à la poursuite sur trente kilomètres en style libre à Engadine (cinquième temps).
Sélectionnée pour les Jeux olympiques à Pékin en février 2022, elle arrive 25e du skiathlon, puis atteint les quarts de finale du sprint pour une 15e place.
En dehors du sport, elle est policière fédérale.

## Palmarès

### Jeux olympiques d'hiver
| Épreuve / Édition | Sprint | Sprint                           | 10 km                            | 10 km     | Skiathlon 2 × 7,5 km | 30 km | Relais | Relais   |
| Épreuve / Édition | libre  | classique                        | libre                            | classique | Skiathlon 2 × 7,5 km | 30 km | Sprint | 4 × 5 km |
| JO 2022 Pékin     | 15e    | Épreuve inexistante à cette date | Épreuve inexistante à cette date | 25e       | -                    |       | -      | -        |

Légende :
- : pas d'épreuve
- — : non disputée par Fink

### Championnats du monde
| Épreuve / Édition        | Sprint                           | Sprint                           | 10 km                            | 10 km                            | Skiathlon | 30 km / 50 km | Relais | Relais                    |
| Épreuve / Édition        | libre                            | classique                        | libre                            | classique                        | Skiathlon | 30 km / 50 km | Sprint | 4 × 5 km / 7,5 km         |
| Mondiaux 2019 Seefeld    | -                                | Épreuve inexistante à cette date | Épreuve inexistante à cette date | 15e                              | 30e       | 25e           | —      | -                         |
| Mondiaux 2021 Oberstdorf | Épreuve inexistante à cette date | -                                | 20e                              | Épreuve inexistante à cette date | 19e       | 24e           | -      | 5e                        |
| Mondiaux 2023 Planica    | Épreuve inexistante à cette date |                                  |                                  |                                  |           |               |        | Médaille d'argent, monde  |
| Mondiaux 2025 Trondheim  |                                  | Épreuve inexistante à cette date |                                  |                                  |           |               |        | Médaille de bronze, monde |

Légende :
- : pas d'épreuve
- — : Fink n'a pas participé à l'épreuve

### Coupe du monde
- Meilleur classement général : 35e en 2021.
- Meilleur résultat individuel : 7e.
- 2 podiums en relais :  2 deuxièmes places.

#### Classements par saison
| Saison / Épreuve | Général | Général | Distance | Distance | Sprint | Sprint |
| ---------------- | ------- | ------- | -------- | -------- | ------ | ------ |
| Saison / Épreuve | Place   | Points  | Place    | Points   | Place  | Points |
| 2017-2018        | 69e     | 46      | 60e      | 26       | -      | -      |
| 2018-2019        | 37e     | 178     | -        | -        | 32e    | 106    |
| 2019-2020        | 71e     | 35      | 49e      | 33       | -      | -      |
| 2020-2021        | 35e     | 157     | 26e      | 129      | 72e    | 8      |

### Championnats du monde des moins de23 ans
| Épreuve / Édition            | Sprint                           | Sprint                           | 10 km                            | 10 km                            | Skiathlon |
| Épreuve / Édition            | libre                            | classique                        | libre                            | 'classique                       | Skiathlon |
| Mondiaux 2017 Soldier Hollow | Épreuve inexistante à cette date | 8e                               | 7e                               | Épreuve inexistante à cette date | 6e        |
| Mondiaux 2018 Goms           | 7e                               | Épreuve inexistante à cette date | Épreuve inexistante à cette date | 4e                               | 4e        |

Légende :
- : pas d'épreuve
- — : non disputée par Fink

### Coupe OPA
- 3e du classement général en 2017.
- 7 podiums individuels.